# 李研山
李研山（1898年11月20日—1961年5月11日），本名耀辰，字居端，號研山，生於廣東省新會縣荷塘鄉(今廣東省江門市蓬江區荷塘鎮)篁灣村，卒於香港。著名中國畫畫家、書法家、詩人、美術教育家、書畫文物鑒定家。晚年被尊稱為「山水畫大師」。

## 生平

### 求學之路
李研山生於珠江三角洲的一個書香世家。父親李載枰愛好書畫，亦善丹青。童年在故鄉接受舊式的私塾教育，打下了扎實的古典文學基礎，並開始表現出對文學和藝術的興趣和天賦。少年在廣州接受新式的學堂教育，就讀於廣府中學。當時美術課老師就是名畫家潘龢。為了接受更好的繪畫訓練，他還正式拜師，成為潘龢的入室弟子。
1918年畢業於廣府中學後，入讀北京大學法律系。在北京求學的幾年間，不但沒有中斷對繪畫的學習，而且還藉此良機，結識書畫家和收藏家，遍覽歷代名家真蹟。同時，在北大校長蔡元培提倡美育而大量介紹西歐美術的氛圍下，他對西洋畫也感興趣。據後來成為著名篆刻家的馮康侯的憶述，他們當時也曾短暫跟隨與二人年齡相約的「北京大學畫法研究會」導師徐悲鴻研習西洋畫。

### 法官校長
在北京大學法律系畢業後，約在1924年前後從北京回到廣州。後來到廣東省開平縣，任教育科長，可是不久就辭職，回到廣州。1925年加入成立於廣州以其師潘龢為主持人，以守望國畫傳統為要旨的國畫研究會，並參與廣東政要和文化名人在顒園舉行的雅集。從1926年起先後任職於汕頭法院、廣州法院，從書記官逐步陞遷至民事法庭庭長。
1928年任國畫研究會第三屆常務委員。當年在冊會員達182人，是華南最大的美術團體。同任委員者計有潘龢、李鳳公、黃君璧等共十四人。他積極參與和推動會務，包括展出會員作品、出版會刊、經驗交流集會等等。他的基礎鞏固，又經過幾年勤學苦練，其詩書畫作品逐漸出類拔萃，由此聲名大振。1931年由上海蜜蜂畫會編、中華書局發行的《當代名人畫海》收入趙少昂、李研山、李鳳公、潘龢、高劍父、高奇峰及鄧芬的作品各一。
1932年8月就任廣州市立美術學校（市美）第四任校長。這位年僅34歲的年青校長在其四年任內對市美作出了重要貢獻：招聘教授，擴充校址，購置教具，編審教材，使市美面目一新，朝氣勃勃。國畫系的教授計有趙浩公、李鳳公、黃君璧等一批國畫研究會的骨幹和吳子復等校友；西洋畫系的教授則有關良、譚華牧、許敦谷、陳之佛等。此外，他又活躍於推動社會的藝術活動。1933年任廣州市第一次展覽會的美術組委員。1936年任廣州市第二次全國美術展覽會廣東預展會的中國畫審查委員。
1936年辭任市美校長後，遊歷全國各地的名山大川，拜訪名家。

### 抗筆天涯
1937年7月抗日戰爭全面爆發後，避難到香港。與畫家李鳳公一起設立「鳳研樓」畫室。不到半年，生計困難，只好以清客的身份到協興俱樂部，接受雅好書畫的富人的贊助，以繼續走專業畫家的道路。1939年起曾先後寓居於雅士雷君軾在香港赤柱的「深杏樓」、藏家黃子靜的公館和在香港粉嶺的別墅、以及澳門名人盧煊仲的「隱秀園」。
1941年6月從澳門回到香港。同年12月香港淪陷。1942年初，幸運地逃難到澳門，在親友的幫助下很快安頓下來，建立了被命名為「石谿壺館」的畫室。隨著澳門生存環境的日益惡化，1943年前往法國的殖民地廣州灣（即今之湛江），以便於轉入桂林重慶。到了廣州灣之後，受到當地名人陳翰華以學長之尊的照顧，於是決定在那裡安心讀書作畫，直至1945年6、7月間才離開，到鄰近的茂名縣縣城小住。

### 青山無恙
1945年9月抗戰勝利後，從茂名徒步回到故鄉新會。1946年創作了《青山無恙圖長卷》，這是他成名後唯一在故鄉所作的畫。不久後回到廣州，與吳子復暫居於「黃圖畫廊」的閣樓，並在畫廊舉行小型畫展。1947年1月與胡根天、趙浩公、黃君璧等二十餘人舉辦「黃圖畫廊美術展覽會」。通過多次畫展等藝術活動，他逐漸恢復以至超越了戰前的聲望，並吸引了很多晚輩學生。其中一個學生陳汀蘭還成為日夕追隨他的得力助手。市政府曾經有意恢復1938年被解散的戰前市美，仍然由他擔任校長，結果卻沒有落實。1948年《中華民國卅六年美術年鑑》出版，他是年鑑的「美術家傳略」所收錄的廣東畫家之一。在這期間，建立了被命名為「雙鐵笛樓」的畫室，在戰後比較優越順利的環境裡，產出一批優秀的作品。

### 風雲際會
1948年的夏天，重臨闊別六載的香港。本來只是一次即興的短期旅行，沒想到竟然一去不返。熱情歡迎他的眾多書畫界朋友力主他在香港開畫展。中醫師陳炳森還特意為他安排了一個畫室，名叫「六安室」，讓他在此專心作畫，待積累了足夠的作品，開過畫展才回去廣州也不遲。豈料到了1949年，國共內戰局勢大變，於是他才決定留居香港，叫人結束了廣州的「雙鐵笛樓」。
那時從全國各地來香港的書畫家很多。1949年3月6日至9日，與鄧芬、高劍父、葉恭綽、張大千等參與由九華堂主辦的「時賢名畫展覽：中國近代書畫匯」。同年11月25日至27日與吳子復、陳汀蘭在香港思豪酒店畫廊舉行書畫聯展。1950年與呂燦銘、胡毅生、溥心畬、陳芷町、黃君璧、趙少昂等十二人在香港思豪酒店畫廊聯合舉辦「庚寅書畫社聯展」。1951年底在思豪酒店畫廊舉行個展「李研山辛卯畫展」，這是他生前最後一次個展。
那時從全國各地來香港的收藏家也很多。著名書畫金石收藏家陳仁濤帶來了一大批文物精品，請李研山到他的「金匱室」品鑑。藉此良機，他作了一批有系統的仿古作品，臨摹對象從董源、巨然開始以至八大、石濤。著名畫家張大千帶來了他的「大風堂」藏畫，兩人早有交往，經常相聚談論書畫之道。

### 深居簡出
1953年的夏天，在九龍鑽石山下元嶺找到了一間帶花園和水井的簡陋石屋小平房，終於在香港建立了一個真正屬於自己的中國畫家之家。其室內環境具有濃厚中國古代藝術氣氛，雅淡清幽。此後作畫，便開始有「九龍山居」署款。這就是李研山晚年渡過其寧靜淡泊的生活、潛心探索發展國畫之道的地方。他也在這裡設帳授徒，但由於他對學生資質的要求嚴緊，所以能入其門下的學生不多，其得意弟子中有女畫家林藹。
1958年香港中國美術會正式註冊成立，李研山任執行委員會主席，王商一任執行委員會副主席，趙少昂任監察委員會主席。1959年名畫家溥心畬到香港，他與李研山素昧平生，但因為看到李氏的畫，特地於1月5日請王商一等陪同拜訪李研山。兩人暢談詩文畫藝之道，心畬居士即席賦《金陵懷古》詞為贈。1960年2月26日，王商一帶同以金晴億為團長的韓國畫家訪問團拜訪李研山。1960年，被華僑書院聘為藝術系主任。1961年2月，參與在龍岡會館舉辦的華僑書院藝術系師生聯展。
1961年5月11日凌晨，長期臥病身體衰弱的李研山在睡眠中寧靜地去世，享年62歲。噩耗傳來，驚動了整個香港的文化藝術界。殯禮在九龍殯儀館舉行，前來參加吊唁的各界人士超過二千人。6月27日香港文化藝術界在九龍總商會大禮堂舉行追悼李研山大會。

## 藝術風格
李研山是一位成就卓越又受人敬仰的現代中國文人畫畫家。
二十世紀上半葉，中國內憂外患深重，民族自信心受到空前的打擊，所有傳統文化都受到了懷疑、挑戰甚至否定。在當時的大環境之下，若要堅持走傳統的文人畫路線，以之傳承國畫，繼而發揚光大，可以說是逆大潮流之舉。何況，自古對文人畫畫家的要求就很高，即使在傳統社會，要當一個傑出的文人畫畫家，也是難事。
文人畫講究詩、書、畫、印的相得益彰。文人畫畫家則講究全面的文化修養，人品、學問、才情、思想四者缺一不可。因此，對於李研山這個曾經是五四新文化運動時期在北京大學接受過現代高等教育的青年而言，他最終自覺地所選擇的這條藝術道路，不可謂不任重而道遠。
李研山的繪畫作風一生數變，而且變化規律有跡可尋。這種變化主要是他自己長期努力刻意追求的結果。
他青少年時就善於工筆寫法，精細纖巧，清新雅緻。在大多數的評介中，一致說他早期的畫類近明代文徵明、沈周和清初石濤的作風，尤以文徵明式的青綠山水而遠近馳名。中年繼而上溯元代、南宋、北宋以至五代十國的名家作品，通過傳統的大量臨摹古畫的學習方法，吸收其神髓。其中最著名的仿古之作應該是1950年作的《臨黃公望富春山居圖》。他對師古從不諱言，故有一塊刻有「抗心希古」的印章，也曾經在其弟子林藹畫展的序言中寫道：「原習畫之道，雖以自運為極軌，而臨摹古本，以學問之喫緊處也。」。
李研山雖以山水畫大師見稱，但其實他畫竹的聲名也毫不遜色。他的花鳥畫風隨著其山水畫風變化，早期色彩豔麗、精細靈巧，晚期筆力蒼勁，簡潔凝重。他的小品——扇面和冊頁，被視為「清雅絕俗之極品」。
大約在1951年「李研山辛卯畫展」之後，他的畫風產生了一種深刻的蛻變——一種來自百家而又屬於自己的風格，就是陳芷町所說的「衡其所詣之高，已臻道大莫名之境，不可以一家一格拘矣。」這時眾多歷史名家的筆法畫意他都可以做到「意到筆隨、心手相應」，自如運用到自己的創作中了。這種基於整個歷史的個人風格，可以說是一種最具文化學術價值、最含藝術深意的創新，是忠於畫家創作理論的艱苦實踐，也是源遠流長的中國繪畫的一種「繼往開來」的創造性發展。可惜這些晚年傑作在其生前，再也沒有機會有系統地公諸於世了。

## 評論

### 論畫法書法
- 陳芷町：「元明清各有四大畫人，為一代之代表作，民國以來則舉華北溥心畬，華中吳湖帆，華西張大千，華南李研山以為代表。……」[4]

- 陳芷町：「當代畫家，其能上契千載，浸潤百家，神通造化，妙發新機者，予得四人焉。曰張大千，曰溥心畬，曰吳湖帆，曰李研山。……研山挺生嶺表，早遊上京，本其少小寢饋晏東法乳之淵源，進而摩挲唐宋元明之真跡，盡竊秘奧，豁然貫通。於是初則取石田之雄奇，合衡山之靈秀為一變；繼而尋究元人野逸之趣，而鼓蕩其豐神為二變。心悟手從，孜孜罔懈，蓋已三十年於茲矣。比及近歲，更肆力董巨，山川草木，渾厚華滋，化之於毫素，歸之於自然。故具為畫也，凝靜處如老僧入定，一空塵滓；瀟灑處如散仙遊行，絕無滯礙。衡其所詣之高，已臻道大莫名之境，不可以一家一格拘矣。」[1] 這是陳芷町對李研山的國畫風格如何有系統地一生數變而終於成為繼往開來的一代宗師的高度概括性評價。

- 余紹宋：「研山之畫，秀骨天成，有烟客之蒼茫、圓照之韶秀，實五嶺而南第一人也。」這是對李研山早期畫風的評論。[1]

- 黃賓虹：「研山先生博洽方聞，兼通藝事，枯藤墮石，能以書法參與畫法，紉佩深之，近名其斎曰快晴閣，因屬拙筆為圖，不揣荒率，聊博一粲。丁亥八十四歲黃賓虹」這是1947年84歲的黃賓虹畫贈51歲的李研山的欵識，讚賞李研山的藝術成就，包括其書法與畫法的深度聯結。[1]

- 黃賓虹逝世之前曾經囑咐他的女弟子林藹道：「廣東李研山先生，余故人也，山水一科戛戛獨造，宜往問之，以補余誨汝之不逮。」[4]

- 張大千：「粵東畫家皆銳意維新，自成風氣，望而知為嶺南宗派。惟吾友黃君璧、李研山兩先生恪遵古法，以因為剏，與大江南北名勝相角逐，為並時瑜亮，于最服膺者也。此卷為研山中歲之作，奄有文、沈之長而上規馬和之、王叔明，尤見功深。今研山往已，片鱗一爪不易得，喬峰仁弟當如何愛護之。甲辰六月，大千居士爰」這是1964年張大千的題識，畫卷是李研山1939年所作的《設色山水圖卷》，當時為廣東畫家李喬峰所藏，李研山已於1961年仙逝。[2] 張大千說當時的廣東畫家大多數是「嶺南畫派」，而他最服膺的卻是「傳統畫派」的黃君璧、李研山兩先生，認為他們是並時瑜亮。

### 論人品學問
- 陳芷町：「莊生有言：『畸人者，畸於人而侔於天。』研山不僅畫人而已，蓋又曠代之畸行士也。凡古今學問之有關國粹者，無不鎚幽鈎玄，而探其本原。詩纘西江之緒，得其深摯，而遺其巉刻；書法晉唐之妙，內歛精勁，而外溢中和。鄭虔三絕，兼備一身。顧嘗矯然流俗之外，從不矜炫所長，以稍沽當世之聲名。處窮約而凜冰霜，樂簞瓢而羞忮求。假令世容寧居，則研山固陶靖節倪雲林之儔，宜其畫境之戛戛獨造，超然象外也。」[4]《莊子·大宗師》的所謂「畸人」，就是超脫於世俗而齊等於自然的人。畸士心志高潔，精神超逸，與追名逐利之徒自有天壤之别。李研山不僅僅是畫家，而且又是當代無人能比的畸士。陳芷町對晚年近乎隱居的李研山的整體評價很高，大概也是相當中肯的。

## 外部連結
- 李研山藝術網 （页面存档备份，存于）是有關李研山先生及其藝術成就的資料最詳盡的網站，有大量各式作品的高清圖像
- 《李研山書畫集》網頁版 （页面存档备份，存于）
- 李研山石谿壺館工作室 YouTube 頻道 （页面存档备份，存于）
- 李研山的青年照 （页面存档备份，存于）、中年照 （页面存档备份，存于）、中晚年照 （页面存档备份，存于）、晚年照 （页面存档备份，存于）
- 名畫家合照：李研山與張大千合照 （页面存档备份，存于）、李研山與溥心畬（溥儒）合照 （页面存档备份，存于）、李研山與黃君璧合照 （页面存档备份，存于）、李研山與趙少昂等合照 （页面存档备份，存于）
- 香港藝術館舉辦「抗心希古：李研山的藝術」展覽會 2011年6月10日－2011年10月16日 （页面存档备份，存于）
- 香港電台製作的關於「抗心希古：李研山的藝術」展覽會的視頻介紹 （页面存档备份，存于）
- 《擬陸治山水》 （页面存档备份，存于）：1936年作
- 《臨文徵明〈長林消夏圖〉》 （页面存档备份，存于）：1937年作
- 《深杏樓深燈夜讀圖卷》 （页面存档备份，存于）：1939年作於香港
- 《青山無恙圖》 （页面存档备份，存于）：1946年作於故鄉廣東新會
- 《青山無恙圖》（完整版） （页面存档备份，存于）：1946年作於故鄉廣東新會
- 《秀嶺雲橫圖》 （页面存档备份，存于）：1947年作於廣州
- 《臨黃公望〈富春山居圖〉》 （页面存档备份，存于）：1950年作於香港
- 《臨黃公望〈富春山居圖〉》（完整版） （页面存档备份，存于）：1950年作於香港
- 《江風雪竹圖》 （页面存档备份，存于）：1950年作於香港
- 《臨黃大痴〈重巒叠嶂圖〉》 （页面存档备份，存于）：1951年作於香港
- 《雙鈎竹石圖》 （页面存档备份，存于）：1952年作於香港
- 《雙鈎竹石圖》（高清版） （页面存档备份，存于）：1952年作於香港
- 《擬元人虬龍圖》 （页面存档备份，存于）：1954年作於香港